# Czech Cycling Tour 2017
El Czech Cycling Tour 2017, 8a edició del Czech Cycling Tour, es disputà entre el 10 al 13 d'agost de 2017 sobre un recorregut de 562,6 km repartits quatre etapes, la primera d'elles una contrarellotge per equips. L'inici de la cursa va tenir lloc a Uničov, mentre el final fou a Dolany. La cursa formava part del calendari de l'UCI Europa Tour 2017, amb una categoria 2.1.
El vencedor final fou Josef Černý (Elkov-Author Cycling Team), que s'imposà a Jan Bárta (Bora-Hansgrohe) i Jan Tratnik (CCC Sprandi Polkowice). En les altres classificacions secundàries Sam Bennett (Bora-Hansgrohe) guanyà els punts, Andrí Vassiliuk (Kolss Cycling Team) guanyà la muntanya i Michal Schlegel (CCC Sprandi Polkowice).

## Equips
L'organització convidà a prendre part en la cursa a un equip UCI WorldTeam, tres equips continentals professionals i setze equips continentals:
- equip UCI WorldTeam: Bora-Hansgrohe
- equips continentals professionals: CCC Sprandi Polkowice, Wilier Triestina-Selle Italia, Bardiani-CSF
- equips continentals: Elkov-Author Cycling Team, SEG Racing Academy, Amplatz-BMC, Team Felbermayr-Simplon Wels, Adria Mobil, Astana City, Team Veloconcept, CK Pribram Fany Gastro, Uno-X Hydrogen Development Team, Tirol Cycling Team, Kolss Cycling Team, Sangemini-MG.Kvis, Dukla Banska Bystrica, Team Hurom

## Etapes
| Etapa | Data      | Recorregut              |                           | Km    | Vencedor d'etapa                | Líder de la general |
| ----- | --------- | ----------------------- | ------------------------- | ----- | ------------------------------- | ------------------- |
| 1.    | 10. Agost | Uničov > Uničov         | contrarellotge per equips | 018,6 | Elkov-Author Cycling Team (CZE) | Paweł Cieślik (POL) |
| 2.    | 11. Agost | Olomouc > Frydek-Mistek | Etapa plana               | 200,0 | Sam Bennett (IRL)               | Sam Bennett (IRL)   |
| 3.    | 12. Agost | Mohelnice > Sternberk   | Etapa accidentada         | 187,0 | Josef Černý (CZE)               | Josef Černý (CZE)   |
| 4.    | 13. Agost | Olomouc > Dolany        | Etapa accidentada         | 157,0 | Sam Bennett (IRL)               | Josef Černý (CZE)   |

## Classificació final
|    | Ciclista                   | Equip                     | Temps       |
| -- | -------------------------- | ------------------------- | ----------- |
| 1  | Josef Černý (CZE)          | Elkov-Author Cycling Team | 13h 06' 26" |
| 2  | Jan Bárta (CZE)            | Bora-Hansgrohe            | + 26"       |
| 3  | Jan Tratnik (SVN)          | CCC Sprandi Polkowice     | + 33"       |
| 4  | Silvio Herklotz (GER)      | Bora-Hansgrohe            | + 41"       |
| 5  | Jan Hirt (CZE)             | CCC Sprandi Polkowice     | + 1' 18"    |
| 6  | Rasmus Guldhammer (DEN)    | Team Veloconcept          | + 1' 29"    |
| 7  | Jiri Polnicky (CZE)        | Elkov-Author Cycling Team | m.t.        |
| 8  | Lukasz Owsian (POL)        | CCC Sprandi Polkowice     | + 1' 33"    |
| 9  | Michal Schlegel (CZE)      | CCC Sprandi Polkowice     | m.t.        |
| 10 | Felix Grossschartner (AUT) | CCC Sprandi Polkowice     | + 1' 52"    |